# آیلی (خواننده)
آمی لی با نام هنری آیلی (انگلیسی: Ailee؛ زادهٔ ۳۰ مهٔ ۱۹۸۹) یک خواننده اهل کره جنوبی است.

## سریال‌های تلویزیونی
| سال  | عنوان        | نقش  |
| ---- | ------------ | ---- |
| ۲۰۱۲ | رؤیای بلند ۲ | خودش |